# Casa delle bambole

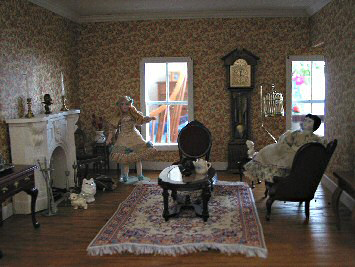
Un'immagine di una casa delle bambole

La casa delle bambole, nel campo del modellismo, è un manufatto che riproduce nei minimi particolari un'abitazione in miniatura. Di solito è aperta su una o più pareti: in tal modo è possibile visionarne gli interni.

## Storia
Le riproduzioni in miniatura vedono la loro comparsa occasionale ai tempi degli antichi greci e romani, ma la loro vera e propria affermazione si ha nella metà del XVI secolo, in Germania.
Infatti Norimberga divenne il punto centrale di questa grande arte che è rappresentata dal miniaturismo di case (spesso venivano rappresentate proprio le case dove vivevano i loro creatori) che vide come classi maggiormente interessate quelle di nobili e borghesi.
Questa moda si diffuse rapidamente anche nei Paesi Bassi, nel XVII secolo, ed in seguito in Inghilterra e Stati Uniti (XVIII secolo).
Le miniature di arredi venivano tenute all'interno di credenze o stipetti adattati per sembrare interni di una casa; le case tedesche e olandesi erano generalmente a stipetto, e quindi mancavano di una facciata realistica: contava maggiormente la protezione delle preziose collezioni in essi contenuti.
I collezionisti inglesi, invece, preferivano che fosse riprodotta la casa anche nella facciata, che potesse riproporre fedelmente la propria casa.
Le case delle bambole prima del XIX secolo erano denominate "Baby house", termine con il quale si designava qualcosa di minuscolo.
Personaggi illustri restarono affascinati da questa forma di collezionismo e si fecero commissionare case di bambola e oggetti di altissimo valore, tra cui la regina Anna di Gran Bretagna nel 1700, lo zar di Russia Pietro il Grande, la regina Vittoria; la principessa Maria d'Inghilterra nel 1924 ricevette in dono da re Giorgio V una casa in miniatura, oggi conservata al castello di Windsor.

## Scale
La scala più utilizzata è la 1:12.
Infatti, nei paesi anglosassoni non sono usati i centimetri come unità di misura ma i piede ed i pollici ed 1 piede è composto di 12 pollici; visto che la scala usata di più è  "1 pollice: 1 piede", questa può anche essere espressa come 1:12.
Altre scale (meno usate) sono:
- 1:24     → mezzo pollice: 1 piede;
- 1:48     → un quarto di pollice: 1 piede;
- 1:6       → 2 pollici: 1 piede (per le fashion doll)

## Alcuni produttori
- Minimundus
- DollsHouse Emporium
- Artesania Latina
- Porcellane Reutter
- Bodo Henning
- Greenleaf
- Dora Kuhne
- Carl Schmieder
- Cleò
- Alirosa